# Ingrid Kristiansen
Ingrid Kristiansen (Trondheim, 21 marzo 1956) è un'ex mezzofondista e maratoneta norvegese, campionessa mondiale sui 10000 metri piani a Roma 1987.

## Biografia
Oltre ai titoli conquistati in pista, ha ottenuto svariati successi alle varie maratone internazionali, Maratona di New York, Maratona di Boston (2 volte), Maratona di Chicago, Maratona di Londra (2 volte).
La Kristiansen, in gara si distingueva per il vezzo di indossare dei guanti bianchi.

## Record nazionali

### Seniores
- 5.000 metri piani: 14'37"33 ( Stoccolma, 5 agosto 1986)
- 10.000 metri piani: 30'13"74 ( Oslo, 5 luglio 1986)
- 10 km (su strada): 30'59 ( Boston, 9 aprile 1989)
- 15 km (su strada): 47'17 ( Monaco, 21 novembre 1987)
- Mezza maratona: 1h08'31 ( New Bedford, 19 marzo 1989)
- Maratona: 2h21'06 ( Londra, 21 aprile 1985)

## Progressione

### Maratona
La Kristiansen ha conseguito il 1º posto nella top list mondiale stagionale in quattro occasioni.
| Stagione | Risultato | Luogo  | Data      | Rank. Mond. |
| -------- | --------- | ------ | --------- | ----------- |
| 1991     | 2h29'24   | Boston | 15-4-1991 | 18ª         |
| 1989     | 2h24'33   | Boston | 17-4-1989 | 1ª          |
| 1988     | 2h25'41   | Londra | 17-4-1988 | 3ª          |
| 1987     | 2h22'48   | Londra | 10-5-1987 | 1ª          |
| 1986     | 2h24'55   | Boston | 21-4-1986 | 2ª          |
| 1985     | 2h21'06   | Londra | 21-4-1985 | 1ª          |
| 1984     | 2h24'26   | Londra | 13-5-1984 | 1ª          |

## Palmarès
| Anno | Manifestazione        | Sede        | Evento       | Risultato | Prestazione | Note |
| ---- | --------------------- | ----------- | ------------ | --------- | ----------- | ---- |
| 1982 | Mondiali di campestre | Roma        | Seniores     | 6ª        | 14'50       |      |
| 1982 | Europei               | Atene       | 3.000 metri  | 8ª        | 8'51"79     |      |
| 1982 | Europei               | Atene       | Maratona     | Bronzo    | 2h36'38     |      |
| 1984 | Mondiali di campestre | New York    | Seniores     | 4ª        | 16'04       |      |
| 1984 | Giochi olimpici       | Los Angeles | Maratona     | 4ª        | 2h27'34     |      |
| 1985 | Mondiali di campestre | Lisbona     | Seniores     | Bronzo    | 15'27       |      |
| 1986 | Europei               | Stoccarda   | 10.000 metri | Oro       | 30'23"25    |      |
| 1987 | Mondiali di campestre | Varsavia    | Seniores     | Bronzo    | 16'51       |      |
| 1987 | Mondiali              | Roma        | 10.000 metri | Oro       | 31'05"85    |      |
| 1988 | Mondiali di campestre | Auckland    | Seniores     | Oro       | 19'04       |      |
| 1988 | Giochi olimpici       | Seul        | 10.000 metri | Finale    | dnf         |      |
| 1991 | Mondiali              | Tokyo       | 10.000 metri | 7ª        | 32'10"75    |      |

## Altre competizioni internazionali
In carriera la Kristiansen ha vinto 13 maratone, sul finale di carriera anche la più prestigiosa tra esse, la Maratona di New York, ma non è mai andata oltre il 4º posto nelle manifestazioni internazionali di atletica leggera (Giochi olimpici o Mondiali), mentre vanta un bronzo ai campionati europei.
1980
- Oro nella Maratona di Stoccolma  ( Stoccolma), maratona - 2h38'45"

1981
- Oro nella Maratona di Stoccolma ( Stoccolma), maratona - 2h41'34"
- Oro al Campaccio ( San Giorgio su Legnano) - 12'18"

1982
- Oro nella Maratona di Stoccolma ( Stoccolma), maratona - 2h34'26"

1983
- Oro nella Maratona di Houston ( Houston), maratona - 2h33'27"

1984
- Oro nella Maratona di Londra ( Londra), maratona - 2h24'55"
- Oro nella Maratona di Houston ( Houston), maratona - 2h27'51"
- Oro ai Bislett Games ( Oslo), 10000 m piani - 30'59"42

1985
- Oro nella Maratona di Londra ( Londra), maratona - 2h21'06"

1986
- Oro nella Maratona di Boston ( Boston), maratona - 2h24'55"
- Oro nella Maratona di Chicago ( Chicago), maratona - 2h27'08"
- Oro ai Bislett Games ( Oslo), 10000 m piani - 30'13"74

1987
- Oro nella Maratona di Londra ( Londra), maratona - 2h22'48"

1988
- Oro nella Maratona di Londra ( Londra), maratona - 2h25'41"

1989
- Oro nella Maratona di Boston ( Boston), maratona - 2h24'33"
- Oro nella Maratona di New York ( New York), maratona - 2h25'30"

1991
- Oro alla Zevenheuvelenloop ( Nimega), 15 km - 48'46"